# أندريا بازاغلي
أندريا بازاغلي (بالإيطالية: Andrea Pazzagli)‏ هو لاعب كرة قدم إيطالي في مركز حراسة المرمى، ولد في 18 يناير 1960 في فلورنسا في إيطاليا، وتوفي في 31 يوليو 2011 في Punta Ala ‏ في إيطاليا. لعب مع إيه سي ميلان وفيورنتينا ونادي أسكولي ونادي أودينيزي ونادي إيمولا ونادي براتو ونادي بولونيا ونادي بيروجيا ونادي روما ونادي كاتانيا.

## وصلات خارجية
- أندريا بازاغلي على موقع الاتحاد الأوربي (الإنجليزية)
- أندريا بازاغلي على موقع قاعدة بيانات كرة القدم.إي يو (الإنجليزية)
- أندريا بازاغلي على موقع عالم كرة القدم.نت (الإنجليزية)